# Поульсен, Мария
Мари́я По́ульсен (дат. Maria Poulsen; род. 29 октября 1984, Видовре, Копенгаген) — датская кёрлингистка.
В составе женской сборной Дании участница зимних Олимпийских игр 2006 и 2014 годов (команда Дании заняла соответственно восьмое и шестое места); участник шести чемпионатов мира среди женщин (лучший результат — четвёртое место в 2011), семи чемпионатов Европы  (лучший результат — бронзовые призёры в 2005 и 2007). Пятикратная чемпионка Дании среди женщин. Чемпионка Дании среди смешанных команд. В составе юниорской женской сборной Дании участник четырёх чемпионатов мира (лучший результат — бронзовые призёры в 2006). Шестикратная чемпионка Дании среди юниоров.
В «классическом» кёрлинге (команда из четырёх человек одного пола) играет на позиции первого.

## Достижения
- Чемпионат Европы по кёрлингу: бронза (2005, 2007).
- Чемпионат Дании по кёрлингу среди женщин: золото (2005, 2010, 2011, 2012, 2013).
- Чемпионат Дании по кёрлингу среди смешанных команд: золото (2006).
- Чемпионат мира по кёрлингу среди юниоров: бронза (2006).
- Чемпионат Дании по кёрлингу среди юниоров: золото (2000, 2001, 2002, 2004, 2005, 2006).

## Команды
| Сезон                                          | Четвёртый      | Третий            | Второй            | Первый         | Запасной                                                                                  | Турниры                                             |
| ---------------------------------------------- | -------------- | ----------------- | ----------------- | -------------- | ----------------------------------------------------------------------------------------- | --------------------------------------------------- |
| 1999—00                                        | Мадлен Дюпон   | Дениз Дюпон       | Хелле Симонсен    | Мария Поульсен | Sandra Gufler                                                                             | ЧДЮ 2000                                            |
| 2000—01                                        | Мадлен Дюпон   | Дениз Дюпон       | Хелле Симонсен    | Мария Поульсен | Sandra Gufler                                                                             | ЧДЮ 2001                                            |
| 2000—01                                        | Дениз Дюпон    | Хелле Симонсен    | Мадлен Дюпон      | Мария Поульсен | Sandra Gufler тренер: Ким Дюпон                                                           | ЧМЮ 2001 (9 место)                                  |
| 2001—02                                        | Мадлен Дюпон   | Дениз Дюпон       | Лене Нильсен      | Хелле Симонсен | Мария Поульсен                                                                            | ЧДЮ 2002                                            |
| 2001—02                                        | Дениз Дюпон    | Мадлен Дюпон      | Хелле Симонсен    | Мария Поульсен | Camilla Hansen                                                                            | ЧМЮ-Б 2002                                          |
| 2002—03                                        | Дорте Хольм    | Малене Краусе     | Дениз Дюпон       | Лиза Ричардсон | Мария Поульсен тренер: Франтс Гуфлер                                                      | ЧМ 2003 (8 место)                                   |
| 2003—04                                        | Мадлен Дюпон   | Дениз Дюпон       | Лене Нильсен      | Хелле Симонсен | Мария Поульсен                                                                            | ЧДЮ 2004                                            |
| 2003—04                                        | Мадлен Дюпон   | Дениз Дюпон       | Хелле Симонсен    | Мария Поульсен | Лене Нильсен тренер: Ким Дюпон                                                            | ЧМЮ-Б 2004 · ЧМЮ 2004 (6 место) · ЧМ 2004 (8 место) |
| 2004—05                                        | Мадлен Дюпон   | Дениз Дюпон       | Хелле Симонсен    | Мария Поульсен | Лене Нильсен тренер: Ким Дюпон                                                            | ЧЕ 2004 (8 место)                                   |
| 2004—05                                        | Мадлен Дюпон   | Дениз Дюпон       | Лене Нильсен      | Хелле Симонсен | Мария Поульсен                                                                            | ЧДЮ 2005 · ЧДЖ 2005                                 |
| 2004—05                                        | Мадлен Дюпон   | Дениз Дюпон       | Лене Нильсен      | Мария Поульсен | Хелле Симонсен тренер: Ким Дюпон                                                          | ЧМЮ 2005 (4 место) ЧМ 2005 (9 место)                |
| 2005—06                                        | Дорте Хольм    | Дениз Дюпон       | Лене Нильсен      | Малене Краусе  | Мария Поульсен тренеры: Герт Ларсен (ЧЕ), Лассе Лаурсен (ЗОИ), Авияя Лунд Ярунд (ЧЕ, ЗОИ) | ЧЕ 2005 · ЗОИ 2006 (9 место)                        |
| 2005—06                                        | Лене Нильсен   | Янне Эллегорд     | Мария Поульсен    | Хелле Симонсен | Camilla Jørgensen                                                                         | ЧДЮ 2006                                            |
| 2005—06                                        | Лене Нильсен   | Хелле Симонсен    | Camilla Jørgensen | Мария Поульсен | Янне Эллегорд тренер: Ларс Виландт                                                        | ЧМЮ 2006                                            |
| 2006—07                                        | Лене Нильсен   | Хелле Симонсен    | Camilla Jørgensen | Мария Поульсен |                                                                                           |                                                     |
| 2007—08                                        | Лене Нильсен   | Хелле Симонсен    | Camilla Jørgensen | Мария Поульсен | Янне Эллегорд тренер: Лассе Лаурсен                                                       | ЧЕ 2007                                             |
| 2009—10                                        | Лене Нильсен   | Хелле Симонсен    | Янне Эллегорд     | Мария Поульсен |                                                                                           |                                                     |
| 2010—11                                        | Лене Нильсен   | Хелле Симонсен    | Янне Эллегорд     | Мария Поульсен | Natacha Glenström (ЧЕ) Метте де Неергор (ЧМ) тренер: Лассе Лаурсен (ЧЕ, ЧМ)               | ЧЕ 2010 (5 место) · ЧДЖ 2011 · ЧМ 2011 (4 место)    |
| 2011—12                                        | Лене Нильсен   | Хелле Симонсен    | Янне Эллегорд     | Мария Поульсен | Метте де Неергор тренер: Лассе Лаурсен                                                    | ЧЕ 2011 (4 место) · ЧДЖ 2012 · ЧМ 2012 (7 место)    |
| 2012—13                                        | Лене Нильсен   | Хелле Симонсен    | Янне Эллегорд     | Мария Поульсен | Ане Хансен тренеры: Лассе Лаурсен, Jakob Hansen                                           | ЧЕ 2012 (4 место)                                   |
| 2012—13                                        | Лене Нильсен   | Хелле Симонсен    | Янне Эллегорд     | Мария Поульсен | Метте де Неергор тренер: Лассе Лаурсен (ЧМ)                                               | ЧДЖ 2013 · ЧМ 2013 (8 место)                        |
| 2013—14                                        | Лене Нильсен   | Хелле Симонсен    | Янне Эллегорд     | Мария Поульсен | Метте де Неергор тренер: Герт Ларсен                                                      | ЧЕ 2013 (4 место) · ЧДЖ 2014 · ЗОИ 2014 (6 место)   |
| Кёрлинг среди смешанных команд (mixed curling) |                |                   |                   |                |                                                                                           |                                                     |
| 2005—06                                        | Расмус Стьерне | Camilla Jørgensen | Миккель Краусе    | Мария Поульсен |                                                                                           | ЧДСК 2006                                           |

(скипы выделены полужирным шрифтом)